# Cerva
Cerva é uma vila portuguesa, sede da atual Freguesia de Cerva e Limões, no Município de Ribeira de Pena, sub-região do Alto Tâmega pertencente à Região Norte.
À anterior Freguesia de Cerva, foi-lhe agregada a 30 de maio de 2013, no âmbito da reorganização administrativa nacional a Freguesia de Limões, e com esta, passou a ser denominada oficialmente, União de Freguesias de Cerva e Limões.
A atual sede administrativa desta União de Freguesias continua a vila de Cerva, povoação que continuou a ter a designação de vila conforme portaria que designa a constituição heráldica das armas, bandeira e sêlo da vila de Cerva.
A freguesia de Cerva tinha uma área total de 46,05 km² e, em 2011, registava 2.280 habitantes.
Cerva foi sede de concelho até 1853. Este era constituído pelas freguesias de Alvadia, Cerva e Limões. Tinha, em 1801, 3 088 habitantes e, em 1849, 3 030 habitantes.

## População
| Número de habitantes | Número de habitantes | Número de habitantes | Número de habitantes | Número de habitantes | Número de habitantes | Número de habitantes | Número de habitantes | Número de habitantes | Número de habitantes | Número de habitantes | Número de habitantes | Número de habitantes | Número de habitantes | Número de habitantes |
| -------------------- | -------------------- | -------------------- | -------------------- | -------------------- | -------------------- | -------------------- | -------------------- | -------------------- | -------------------- | -------------------- | -------------------- | -------------------- | -------------------- | -------------------- |
| 1864                 | 1878                 | 1890                 | 1900                 | 1911                 | 1920                 | 1930                 | 1940                 | 1950                 | 1960                 | 1970                 | 1981                 | 1991                 | 2001                 | 2011                 |
| 2 788                | 3 058                | 2 965                | 3 056                | 3 523                | 3 346                | 3 296                | 4 150                | 4 148                | 4 332                | 3 425                | 3 811                | 2 676                | 2 607                | 2 280                |

(Obs.: Número de habitantes "residentes", ou seja, que tinham a residência oficial neste município à data em que os censos  se realizaram.)

## Património natural
- Cascata de Água Cai d`Alto

## Património Arquitetónico construído
- Castro da Cerva ou Monte do Castelo «(Classificado como Imóvel de Interesse Público pelo Decreto Nº 29/90 DR, I Série Nº 163 de 17 de Julho de 1990)»
- Pelourinho de Cerva «(Classificado como Imóvel de Interesse Público pelo Decreto Nº 23 122 DG, Nº 231 de 11 de Outubro de 1933)»
- Capela das Almas
- Capela de Adoria ou Capela de São Jorge
- Capela de Agunchos ou Capela de Santa Marta
- Capela de Alvite ou Capela de Nossa Senhora do Socorro
- Capela de Asnela ou Capela de Nossa Senhora da Ajuda
- Capela de Cabriz ou Capela de Santo António
- Capela do Bom Jesus ou Capela de Burgos
- Capela de Escoureda ou Capela de Santa Apolónia
- Capela de Formoselos ou Capela de Nossa Senhora das Dores
- Capela de Mourão ou Capela de Santa Quitéria
- Capela de Quintela ou Capela de Nossa Senhora da Piedade
- Capelas de Rio Mau e de Cerva ou Capelas de Santa Bárbara
- Capela de São Sebastião
- Chafariz de Cerva
- Chafariz do Casal
- Igreja Matriz de Cerva ou Igreja de São Pedro
- Ponte romana sobre o rio Lourêdo
- Ponte romana sobre o rio Póio «(classificada como Monumento Nacional pelo Decreto Nº 29 604, DG 112 de 16 de Maio de 1939)»
- Cruzeiro da Independência
- Cruzeiro de Cabriz
- Miradouro de Cerva
- Relógios de Sol
- Solares Brasonados
- Museu do Volfrâmio

## Feiras e Mercados
- Feiras de Cerva (Quinzenal: Às terças-feiras, da primeira e terceira semanas de cada mês, na Avenida Central de Cerva. Anuais: Concurso Pecuário do Maronês no penúltimo domingo de Abril na Feira da Lomba e Feira de Natal a 22 de Dezembro na Avenida Central de Cerva).
- Mercado de Cerva (semanal ao domingo).

## Festividade
- São Pedro padroeiro da vila (anual dia 29 de junho)

## Artesanato
- Tecelagem do Linho

## Gastronomia
- Alheiras
- Carne Maronesa
- Mel
- Milhos Ricos
- Morcelas
- Salpicão
- Sopas
- Vinho Verde

## Instituições e Associações
- Adripòio (Associação de Desenvolvimento Local)
- Agrupamento de Escuteiros 540 Cerva
- Bombeiros Voluntários de Cerva
- Casa do Povo de Cerva
- Junta de Freguesia
- Santa Casa da Misericórdia de Cerva
- Extensão de Saúde
- Gabinete Municipal de Apoio ao Munícipe
- Posto da GNR

## Outras Colectividades
- Agência Bancária
- Centro Interpretativo dos Vinhos Verdes (brevemente)
- Cooperativa de Artesãos
- Escolas EB 1,2,3
- Estabelecimentos Comerciais
- Farmácia
- Ginásio Municipal
- Hotel e Casas de Turismo Rural
- Jardim Infantil
- Mini-lar e Centro de Dia
- Museu do Volfrâmio
- Pavilhão Gimnodesportivo
- Posto de Correios
- Posto de Turismo
- Praça de Táxis
- Restaurantes
- Sala de Espectáculos (no Centro Paroquial de Cerva)
- Transportes Públicos

## Desporto
- Amigos de Cerva (Futsal - II Divisão Masculina Nacional)
- Grupo Desportivo de Cerva (Futebol - Divisão de Honra Distrital)
- Clube de Caça e Pesca do Póio (Caça e Pesca Desportiva)

## Parques
- Parque de Autocaravanismo
- Parque de Lazer Cervinhas
- Parque de Lazer das Meadas ou Praia Fluvial das Meadas

## Povoações
Além da sede, a Freguesia de Cerva englobava as seguintes localidades/povoações:
- Adoria (Cerva)
- Agunchos (Cerva)
- Alvite (Cerva)
- Asnela (Cerva)
- Assureira (Cerva)
- Barreiro (Cerva)
- Cabo da Costa (Cerva)
- Cabriz (Cerva)
- Canda (Cerva)
- Carapoços (Cerva)
- Casas Novas (Cerva)
- Eirinha Longa (Cerva)
- Escoureda (Cerva)
- Feira da Lomba (Cerva)
- Formoselos (Cerva)
- Mourão (Cerva)
- Outeirinho (Cerva)
- Penaformosa (Cerva)
- Praça (Centro da Vila de Cerva)
- Quintela (Cerva)
- Rio Mau (Cerva)
- São João (Cerva)
- Seixinhos (Cerva)

## Rios
- Rio Lourêdo
- Rio Póio

## Personalidades
- Afonso Sanches (1º filho do Rei D. Diniz)
- Manuel Antônio da Silva Serva (1º Editor livreiro e tipógrafo na Bahia, Brasil)
- António Luís de Menezes (1º Marquês de Marialva)
- Vasco Martins de Sousa Chichorro
- José Gonçalves da Silva (1725 - 1821) (Governador no Maranhão, Brasil)
- Joaquim Afonso Gonçalves (Padre, Astrónomo, Matemático e um grande vulto da cultura portuguesa em Macau - 1781-1841)
- Manuel Joaquim Alves Machado  ( N. Cerva 4 de Fevereiro 1822 — F. Porto, 4 de Abril de 1915 Conde de Alves Machado